# Аня Рюкер
Аня Рюкер (нім. Anja Rücker; нар. 20 грудня 1972) — німецька спринтерка.
До возз'єднання Німеччини на міжнародних змаганнях представляла Східну Німеччину.

## Спортивні досягнення
Бронзова олімпійська призерка з естафетного бігу 4×400 метрів (1996). Фіналістка (6-е місце) олімпійських змагань з естафетного бігу 4×400 метрів на Іграх в Барселоні (1992).
Чемпіонка світу з естафетного бігу 4×400 метрів (1997). Срібна (з бігу на 400 метрів) та бронзова (з естафетного бігу 4×400 метрів) призерка чемпіонату світу (1999). Фіналістка (5-е місце) змагань з естафетного бігу 4×400 метрів на чемпіонаті світу в Штутгарті (1993).
Бронзова призерка чемпіонату світу в приміщенні з естафетного бігу 4×400 метрів (1997). Фіналістка (4-е місце) у цій дисципліні на чемпіонаті світу в приміщенні в Маебасі (1999).
Виступала на двох Кубках світу (1992, 1994). Посіла 2-е (1994) та 5-е (1992) місця з естафетного бігу 4×400 метрів. У бігу на 400 метрів фінішувала 6-ю (1992) та 8-ю (1994).
Фіналістка чемпіонату світу серед юніорів (1990) з естафетного бігу 4×400 метрів (4-е місце) та бігу на 400 метрів (8-е місце).
Бронзова призерка чемпіонату Європи з естафетного бігу 4×400 метрів (1994). Фіналістка (5-е місце) чемпіонату Європи з бігу на 400 метрів (1994).
Була 2-ю (1997) та 3-ю (1993) з естафетного бігу 4×400 метрів на Кубках Європи. Також фінішувала 3-ю на Кубку Європи в бігу на 400 метрів (1999).
Дворазова чемпіонка Європи серед юніорів з естафетного бігу 4×400 метрів (1989, 1991). Срібна призерка чемпіонату Європи серед юніорів з бігу на 400 метрів (1991).
Чемпіонка Німеччини з бігу на 400 метрів (1992, 1993, 1994).
Чемпіонка Німеччини в приміщенні з бігу на 400 метрів (2000).